# SN 1995S
SN 1995S – supernowa odkryta 3 lipca 1995 roku w galaktyce NGC 4456. W momencie odkrycia miała maksymalną jasność 17,50m.